# 卡塔里娜·加姆法爾
卡塔里娜·加姆法爾（1980年3月30日—）是一名安哥拉前女子籃球運動員，曾代表國家參加2012年倫敦奧運的女子籃球比賽，結果獲得第12名，並未獲得獎牌。